# 朱莉娅·普兹列布斯卡
尤莉亞·普兹列布斯卡（波蘭語：Julia Anna Przyłębska，1959年11月16日—）波兰法官，2016年12月起担任波兰宪法法庭主席，2021年10月宪法法庭裁定该国宪法高于部分欧盟制定的法律，普兹列布斯卡称某些欧盟法律违反波兰宪法，阻止波兰发挥“主权和民主国家”的作用，并“阻止波兰宪法成为最高法律”。她于2024年11月辞职。